# Luidia quinaria

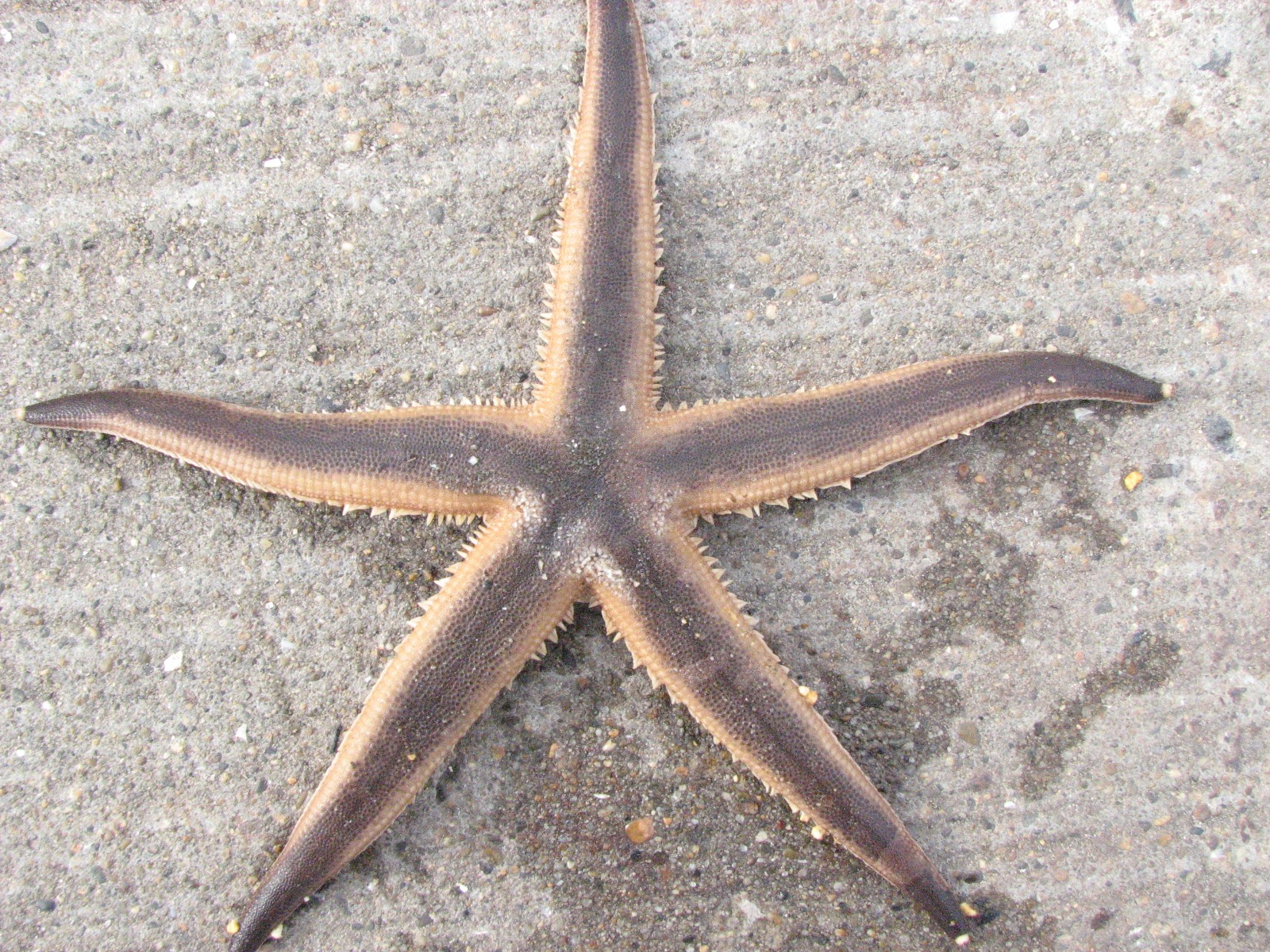
Hình ảnh của Luidia quinaria

Luidia quinaria là tên của một loài sao biển thuộc họ Luidiidae. Người ta phát hiện ra loài sao biển này ngày ở vùng biển phía đông của Trung Quốc và vùng lân cận của ở quần đảo Hàn Quốc. Mô của loài sao biển này có chứa một vài hợp chất hữu cơ có ý nghĩa trong y học.

## Phân loài
Dưới đây là một số phân loài của loài này:
- Luidia quinaria bispinosa Djakonov, 1950
- Luidia quinaria chinensis Doderlein, 1920
- Luidia quinaria quinaria von Martens, 1865

## Mô tả
Vùng giữa của loài này thì không hề lớn và năm cánh thì thuôn dài với những cái gai nhỏ. Bề mặt phía trên thì có những cấu trúc giống như càng cua tên là chân kìm nhỏ. Màu sắc chung của nó là màu xám và cánh thì có màu tương phản đó là màu hồng hoặc cam. Phần bên dưới thì có màu nhạt hơn.

## Sinh vật học
Chúng là loài săn mồi và người ta thường thấy chúng ở vùng nước nông có đáy là chất nền mềm. Tại vịnh Ise của Nhật Bản, chúng thường sống tại những vùng nước nghèo oxi trong khi loài sao biển khác tên là Astropecten scoparius lại sống ở vùng cửa vịnh. Qua phân tích thành phần bên trong dạ dày của loài này, người ta phát hiện thức ăn của chúng là những loài cầu gai và loài sao biển nhỏ hơn tên là Ophiura kinbergi. Những cá thể lớn hơn thì ăn các loài thuộc lớp Chân bụng như loài ốc Voorwindia paludinoides và loài trai Alvenius ojianus.
Một vài hợp chất sinh học được các nhà nghiên cứu trích xuất từ mô của Luidia quinaria. Trong số đó có một loại chất thuộc lớp Saponin, chất này có thể trị ho và hen suyễn, cũng như là làm sạch đờm ra khỏi cổ họng.